# Gustaf af Klint (1858–1927)

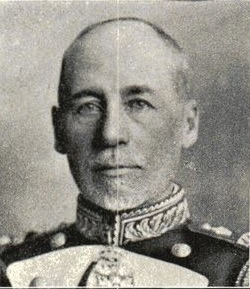
Gustaf af Klint.

Gustaf af Klint, född 6 november 1858 i Stockholm, död 22 maj 1927 i Adelsö församling, var en svensk sjömilitär.

## Biografi
Redan 1873 blev af Klint kadett vid sjökrigsskolan och deltog i flera sjöexpeditioner 1874–1879. af Klint avlade 1879 sjöofficersexamen och blev samma år underlöjtnant vid flottan. 1880–1881 deltog han på en långresa med korvetten Gefle till Medelhavet och 1886–1887 på en resa till Västindien och Nordamerika på korvetten Balder 1882–1883 genomgick han en kurs vid Gymnastiska centralinstitutet, befordrades 1883 till löjtnant, tjänstgjorde 1887–1890 och tilldelades 1891 hederslegionen. af Klint befordrades 1889 till kapten och tjänstgjorde 1890–1893 som kadettofficer vid sjökrigsskolan och var 1892–1899 lärare i gymnastik och vapenföring där 1892–1899. Han tjänstgjorde 1899–1903 vid kommunikationsavdelningen vid flottans stab, var 1903–1907 avdelningschef där och befordrades 1900 till kommendörkapten av andra graden. af Klint deltog i samarbete med norska maringeneralstaben 1902–1903 och befordrades 1904 till kommendörkapten av första graden. 1907–1909 var han stabschef hos inspektören av flottans övningar till sjöss och var ledamot av kommittén angående övningstid för flottans värnpliktiga 1908 och kommittén angående förbättrad vattenväg mellan Vänern och Kattegatt 1909. af Klint befordrades 1909 till kommendör, var 1909–1911 avdelningschef vid marinstabens kommunikationsavdelning, 1910–1911 avdelningschef vid rekryteringsavdelningen i Karlskrona, blev 1911 eskaderchef vid kustflottan och var 1911–1912 chef för underofficers- och sjömanskårerna i Karlskrona. Han var 1913–1918 chef för sjöförsvarsdepartementets kommandoexpedition och befordrades 1918 till konteramiral. af Klint var 1918–1921 ordförande i kommittén angående utbildning och rekrytering av flottans officerskår och erhöll 1921 avsked med inträde i flottans reserv.
Gustaf af Klint blev 1903 ledamot av Kungliga Örlogsmannasällskapet och 1918 hedersledamot där samt 1904 ledamot av Kungliga Krigsvetenskapsakademien. Gustaf af Klint var son till kommendören Fredrik Victor af Klint och sonson till Gustaf af Klint. Sönerna Erik, Börje och Viktor af Klint gick alla i fädrens spår och blev sjöofficerare. Han är begraven på Adelsö kyrkogård.

## Utmärkelser

### Svenska utmärkelser
- Kommendör av första klassen av Svärdsorden, 6 juni 1916.[2]
- Riddare av Svärdsorden, 1 december 1899.[2]
- Riddare av Nordstjärneorden, 6 juni 1907.[2]

### Utländska utmärkelser
- Kommendör av Franska Hederslegionen, 1914.[2]
- Riddare av Franska Hederslegionen, 13 februari 1891.[2]
- Kommendör av Grekiska Frälsarens orden, 1907.[2]
- Kommendör av Italienska Sankt Mauritius- och Lazarusorden, 1913.[2]
- Riddare av Norska Sankt Olavs orden, 1903.[2]
- Riddare av andra klassen av Preussiska Kronorden, 1909.[2]
- Riddare av andra klassen av Ryska Sankt Annas orden, 1909.[2]
- Tredje klassen av Tunisiska orden Nichan-Iftikhar, 1907.[2]